# 藤井健 (実業家)
藤井 健（ふじい けん、1931年2月11日 - 2021年6月14日）は、日本の経営者。三井信託銀行社長、会長を務めた。

## 経歴
東京都出身。1969年に一橋大学経済学部を卒業し、同年に三井信託銀行に入社。1982年6月に取締役に就任し、1986年9月に常務、1987年9月に専務を経て、1991年9月に社長に就任した。1996年6月には会長に就任し、1999年4月に取締役、1999年6月に顧問を経て、2000年4月には中央三井信託銀行特別顧問に就任。
2021年6月14日、誤嚥性肺炎のために死去。90歳没。